# Demografia del Canton Appenzello Esterno

## Bilancio demografico della popolazione
Al 2020 i residenti permanenti in Appenzello Esterno erano 55 309, il numero più alto dal 1920, di cui 27 883 uomini (50,41%) e 27 426 donne (49,59%). La popolazione è aumentata costantemente dal 1850 al 1910, per poi calare fino al 1940, mantenendosi pressoché stabile fino al 1980 dove ha iniziato di nuovo a crescere. Nel periodo 1980-2020 tale crescita è dovuta in buona parte al tasso netto di migrazione positivo, pur registrandosi anche un tasso d'incremento naturale della popolazione positivo. In termini di densità di popolazione, con 228,9 abitanti per km² nel 2021 il cantone si situava al 14º posto, leggermente al di sopra della media svizzera.
Secondo le previsioni dell'Ufficio federale di statistica, dal 2020 al 2050 la popolazione residente permanente dovrebbe raggiungere le 63 000 unità (+13%), ma a seconda degli scenari e delle ipotesi utilizzate tale valore potrebbe oscillare dalle 59 000 alle 66 000 unità. In particolare, secondo lo scenario di base gli adulti in età lavorativa (dai 20 ai 64 anni) dovrebbero passare da 33 000 a 34 000 (+2%), i bambini e adolescenti da 0 a 19 anni da 11 000 a 14 000 (+24%), e le persone sopra i 64 anni da 11 000 a 15 000 (+31%).
Evoluzione demografica di Appenzello Esterno

██ Incremento naturale
██ Saldo migratorio e cambiamento tipo popolazione
██ Divergenza statistica
██ Variazione totale

## Nuclei familiari
Nel 2020 anno i nuclei familiari (o economie domestiche) ammontavano a 24 263, e più di due terzi di questi erano composti da una o due persone. La prevalenza dei nuclei con uno o due componenti è simile al dato per l'intera Svizzera. Secondo le previsioni dell'Ufficio Federale di Statistica, nel 2050 il numero di nuclei familiari in Appenzello Esterno dovrebbe oscillare dalle 25 536 alle 28 279 unità.
██ Svizzera
██ Appenzello Esterno

## Età
Dal 1981, la popolazione giovanile in Appenzello Esterno è rimasta in crescita fino agli anni 1990, per poi stabilizzarsi dagli anni 2000 in poi. Al contrario, la popolazione sopra i 45 anni è cresciuta costantemente. Nel 1981 il gruppo più numeroso erano i bambini e ragazzi della fascia 0-15 anni, mentre nel 2020 erano gli adulti dai 45 ai 64 anni. In proporzione, circa il 30% della popolazione nel 2021 era composto dalla persone nella fascia di età da 45 a 64 anni, un altro 30% da persone sotto i 30 anni, circa il 20% da persone tra 30 e 44 anni e il restante 20% da persone di 65 anni o più. Tale dato è simile a quello per l'intera Svizzera.
Al 2021 il rapporto di dipendenza, ossia il numero di persone dagli 0 ai 19 anni e di più di 64 anni per 100 persone tra i 20 e i 64 anni, è di 69.1, il sesto più alto tra i cantoni svizzeri e più alto della media nazionale di 63.8. Nel 2010 tale rapporto era di 64,8 e nel 2000 era di 72,4.
██ 0-15 anni
██ 16-29 anni
██ 30-44 anni
██ 45-64 anni
██ >64 anni
██ Appenzello Esterno
██ Svizzera

## Stato civile
Al 2020 più della metà della popolazione maggiorenne dell'Appenzello Esterno risultava coniugata o in una unione domestica registrata. Il 29,74% era celibe o nubile, mentre i divorzi si aggiravano attorno al 10%. Tali dati sono simili a quelli osservati per l'intera Svizzera.
██ Svizzera
██ Appenzello Esterno
Il numero dei divorzi è aumentato, passando da 48 nel 1970, a 102 nel 2020. Anche il periodo del matrimonio in cui si divorzia è cambiato: mentre nel 1970 più della metà dei divorzi riguardavano matrimoni durati meno di 10 anni, al 2020 quasi la metà dei divorzi riguardava matrimoni con durata superiore ai 14 anni.
██ 20 anni o più
██ 15-19 anni
██ 10-14 anni
██ 5-9 anni
██ 0-4 anni

## Nascite
Fino alla metà degli anni 1990 si è assistito a un aumento delle nascite, con un picco di 758 nel 1992, seguito da un brusco calo fino agli anni 2000,fino a raggiungere i 441 nati nel 2007. A partire dalla fine degli anni 2000, le nascite annue hanno ripreso a crescere, pur rimanendo sotto le 500 unità.
██ Appenzello Esterno
Dal 2000 al 2021 i dieci nomi femminili più comuni per le neonate erano, nell'ordine, Lea, Julia, Nina, Laura, Leonie, Jana, Alina, Mia, Selina, Lia, mentre i nomi maschili più comuni erano, nell'ordine, Noah, Samuel, Fabio, Andrin, David, Jonas, Elias, Timo, Ben, Livio.
 Nel corso del tempo è aumentata sia l'età media delle madri che quella dei padri: negli anni 1980 fra i nuovi nati più del 60% delle madri aveva meno di 30 anni e circa il 70% dei padri aveva meno di 35 anni. Negli anni 2010 queste percentuali erano passate all'incirca al 30% e al 50%.
██ 50 anni o più
██ 45-49 anni
██ 40-44 anni
██ 35-39 anni
██ 30-34 anni
██ 25-29 anni
██ 20-24 anni
██ Meno di 20 anni
██ Sconosciuto
██ 50 anni o più
██ 45-49 anni
██ 40-44 anni
██ 35-39 anni
██ 30-34 anni
██ 25-29 anni
██ 20-24 anni
██ Meno di 20 anni

## Decessi

### Tasso di mortalità
Dagli anni 1980 all'inizio degli anni 2020 il tasso di mortalità è diminuito quasi costantemente: fino al 1992 tale tasso era sempre superiore ai 10 decessi per 1000 persone, mentre dal 2002 in poi si è mantenuto sempre inferiore a tale soglia. Il tasso di mortalità è comunque superiore a quello dell'intera Svizzera nonostante tale differenza si sia ridotta nel tempo. Storicamente il tasso di mortalità maschile risultava superiore a quello femminile, ma attorno alla fine degli anni 1990 la situazione si è invertita.
██ Svizzera
██ Appenzello Esterno
██ Uomini
██ Donne

### Mortalità infantile
In Appenzello Esterno il tasso di mortalità infantile ha seguito una evoluzione simile a quello dell'intera Svizzera, e si è mantenuto costante o in leggero calo con molte oscillazioni fra anno in anno.
██ Svizzera
██ Appenzello Esterno

## Emigrazione e immigrazione
Al 2020, l'83,41% dei residenti permanenti in Appenzello Esterno era di nazionalità svizzera. I restanti erano per la maggior parte possessori di un permesso di domicilio (11.23%) e di un permesso di dimora (4.67%). I nati in Svizzera erano 44 181 (79.88%), e fra questi il 95.80% possedeva anche la cittadinanza svizzera.
Nel 2021 nel cantone il 16,6% dei residenti permanenti erano stranieri, un valore più basso della media svizzera (25,7%), che colloca Appenzello Esterno al 22º posto fra tutti i cantoni. La proporzione di stranieri proveniente dall'Europa occidentale e settentrionale è più alta della media, mentre sensibilmente inferiore è quella degli stranieri dall'Europa occidentale-meridionale. Nello specifico, le nazionalità straniere più presenti sono quella tedesca, italiana, portoghese e austriaca. Nel periodo tra il 1981 e il 2019 sia l'immigrazione dall'estero che l'emigrazione all'estero sono diminuite, mentre i trasferimenti intercantonali rimangono la principale fonte di partenze e arrivi.
██ Immigrazione (inclusi i cambiamenti del tipo di popolazione)
██ Emigrazione
██ Arrivo intercantonale
██ Partenza intercantonale
██ Europa settentrionale e occidentale
██ Europa occidentale-meridionale
██ Europa orientale e orientale-meridionale
██ Altri paesi
| Nazionalità          | Residenti | Residenti |
| -------------------- | --------- | --------- |
| Germania             | 2613      | 4,70%     |
| Italia               | 879       | 1,58%     |
| Portogallo           | 673       | 1,21%     |
| Austria              | 598       | 1,08%     |
| Serbia               | 497       | 0,89%     |
| Turchia              | 378       | 0,68%     |
| Eritrea              | 337       | 0,61%     |
| Kosovo               | 319       | 0,57%     |
| Spagna               | 260       | 0,47%     |
| Bosnia ed Erzegovina | 234       | 0.42%     |